# Eduard Höhnel
Eduard Höhnel (26. ledna 1891 Česká Lípa – 2. června 1961) byl československý politik německé národnosti a poslanec Národního shromáždění za Komunistickou stranu Československa.

## Biografie
Podle údajů k roku 1930 byl profesí textilním dělníkem v Cvikově.
V parlamentních volbách v roce 1929 získal za Komunistickou stranu Československa poslanecké křeslo v Národním shromáždění.